# 大和田城
大和田城（おおわだじょう）は、大阪市西淀川区大和田4丁目から5丁目付近にあった日本の城（平城）。正確な位置や城郭、築城や廃城などの歴史については不明な点が多い。もともと戦国時代に砦があった場所に、石山合戦の時に織田信長の命に本格的な城郭として築かれたのではないかと考えられている。

## 沿革
大和田城の正確な築城時期はよく解っていないが、『天文日記』によると天文5年（1536年）に中嶋五ヶ所の衆（大和田、野田、御幣島、海老江、三番）が証如に対して赦免願いを出したことが記載されている（この時の状況は天文の錯乱、飯盛城の戦い、山科本願寺の戦い等を参照）。証如と細川晴元との間には前年の天文4年（1535年）に講和が成立していたが、天文5年に講和中であるにもかかわらず、摂津にいた細川軍を攻め敗走させてしまった。証如はこの件を黙認したが、晴元の部将木沢長政は激怒し、中嶋に攻め込み800名が戦死した。『大和田城考』によると「この時に、大和田にも砦があったのでしょう」と解説している。

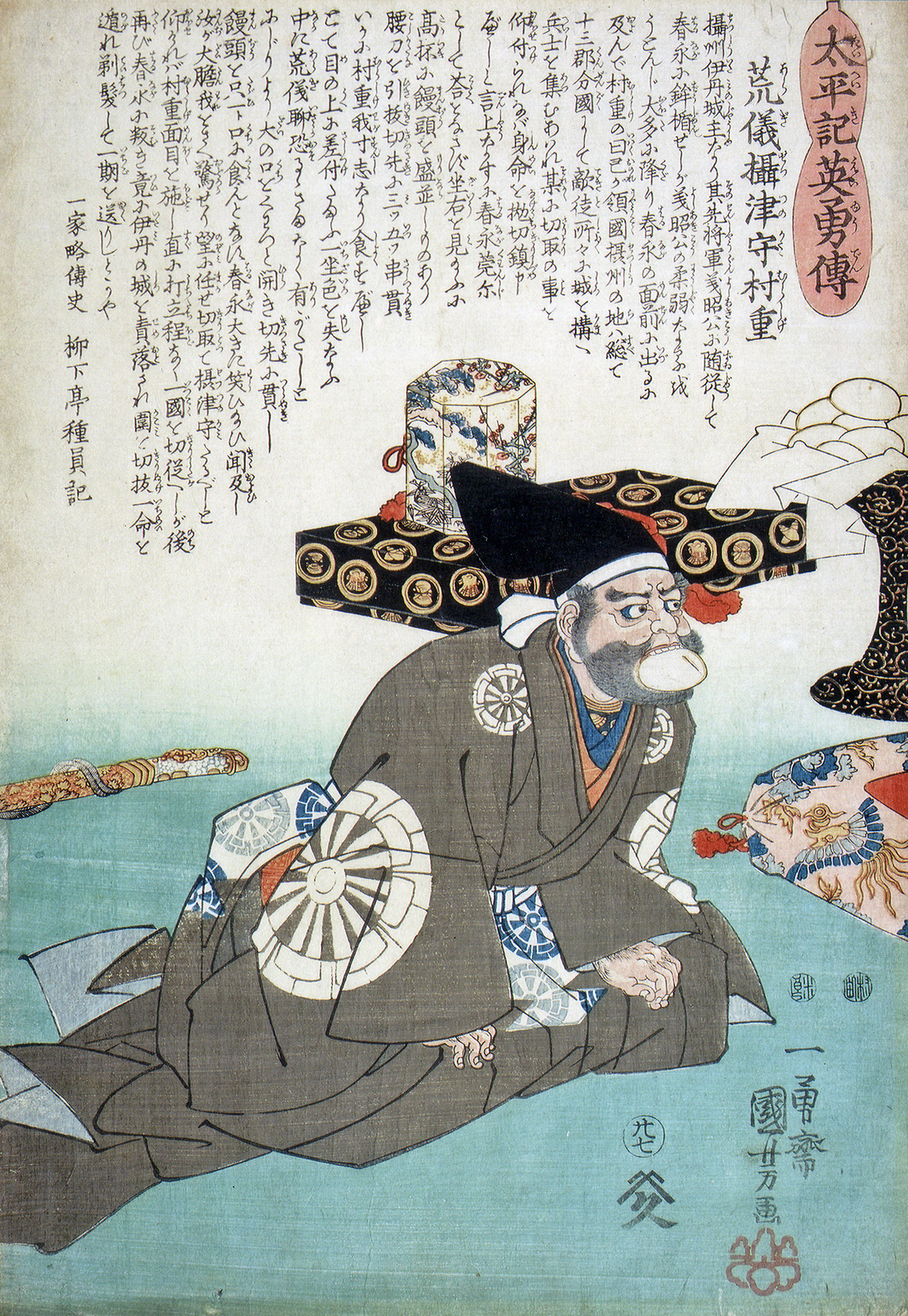
荒木村重錦絵図/伊丹市立博物館蔵

更に砦として明確に記載されているのが天正3年（1575年）の石山合戦の時で、石山本願寺の支城として大和田に砦を築き、荒木村重軍が駐屯していた神崎や渡辺へ攻め込み一旦敗走させたが、逆に荒木軍は本願寺軍を十三の渡しにおびき出してこれを破り、大和田や天満の砦を落していった。翌天正4年（1576年）、織田信長は村重に命じ、尼崎城（大物城）、花隈城、能勢城、三田城、多田城、茨木城、高槻城、有岡城、そして大和田城の改修や築城をさせ石山本願寺の牽制の城とした。この時城主となったのが村重の家臣安部仁右衛門であった。この時の様子を『陰徳太平記』によると、
| 「          | 大坂本願寺より大和田に出城を構え、下間某を入置。軍兵を出し郷民を悩乱す。天正三年三月荒木村重大和田城へ押寄、攻崩追打して惣構天満迄打破 | 」 |
| —陰徳太平記 | |    |

とあり、まずは石山本願寺が築き、落城後織田方が再興したことがうかがい知れる記載となっている。
天正6年（1578年）に村重が信長への謀反に及ぶと（有岡城の戦い）、安部仁右衛門は芝山源内と談合し織田軍につくこととした。しかし、安部仁右衛門の父と祖父が荒木軍につき、『信長公記』によると天守に立て篭もったとの記載がある。これにより大和田城には天守があったと考えられている。仁右衛門は一計を案じ、信長の了承の下で自分も荒木軍につくと父と祖父を安心させ、その後拘束し安土城へ送ったとされている。大和田城はその後本来の目的である毛利水軍と石山本願寺軍の補給路を断つ重要な拠点となり、翌天正7年（1579年）に大和田城の攻城戦が繰り広げられたが、この年大地震がおこり攻城軍は壊滅し逃走した。

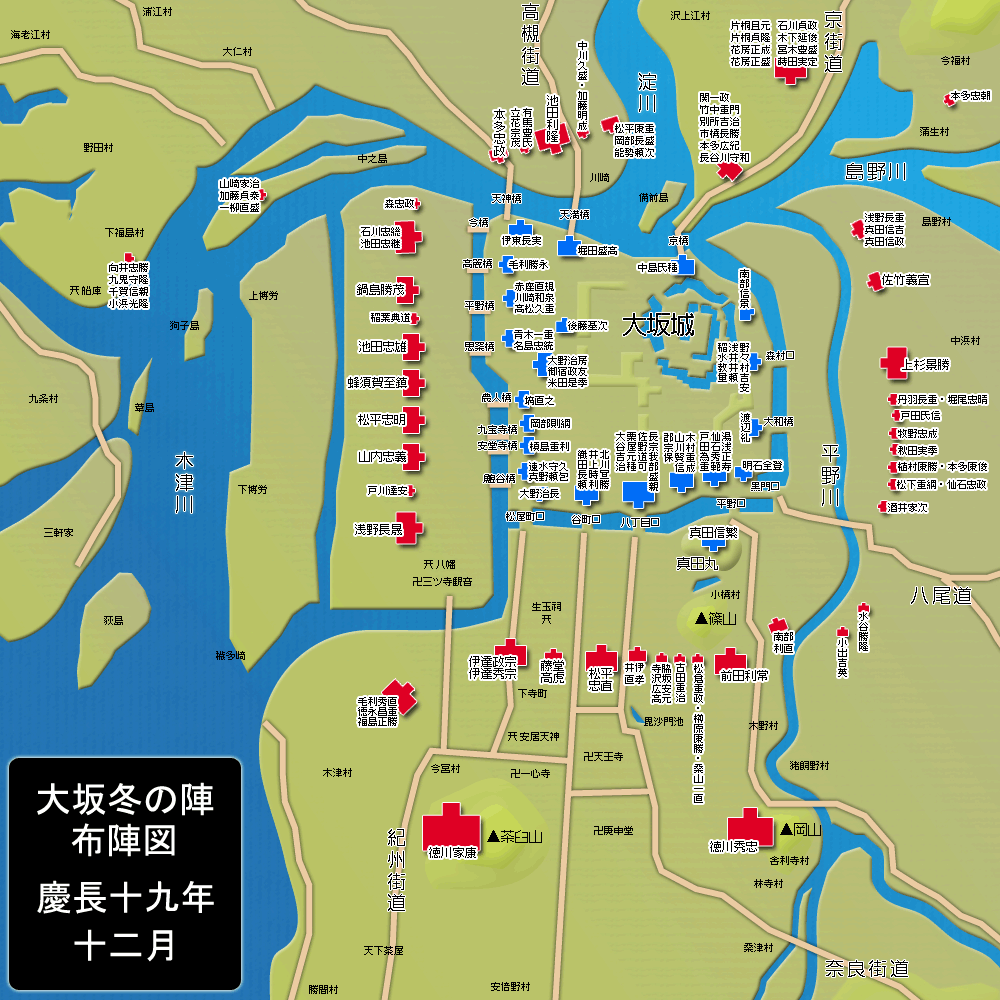
大坂冬の陣布陣図

大和田城の廃城の時期は明確ではないが、慶長19年（1614年）の大坂冬の陣で、徳川軍の池田利隆隊が大和田周辺を火攻めしたが、安部仁右衛門が郷民を集め反撃し消火活動を行った。池田利隆隊を破った仁右衛門隊であったが、その後救援に駆け付けた池田忠継隊に攻められ敗退した。翌慶長20年（1615年）の大坂夏の陣でも大和田周辺は池田利隆隊に攻め込まれ敗退したようである。『大和田城考』によると「推測ですが、この大坂の陣まで大和田城はあったのではないでしょうか」としている。
また、大和田城の石碑が大阪市立大和田小学校の校庭に設置されている。この石碑は現在地より400メートル西北西に建っていたが、市営住宅建設のため現在の地に移設された。この石碑の裏には、
| 「           | 天正八年織田信長ノ命ニ依リ阿波仁右衛門此処ニ築城ス廃城歳月不詳 | 」 |
| —恩地天舟 書 |                                                                |    |

と記載されている。恩地天舟とは当時の大和田小学校の校長であった。この碑文ついても『大和田城考』によると「出典は不明ですが、これは誤りではないかと思われます」としている。

## 城郭

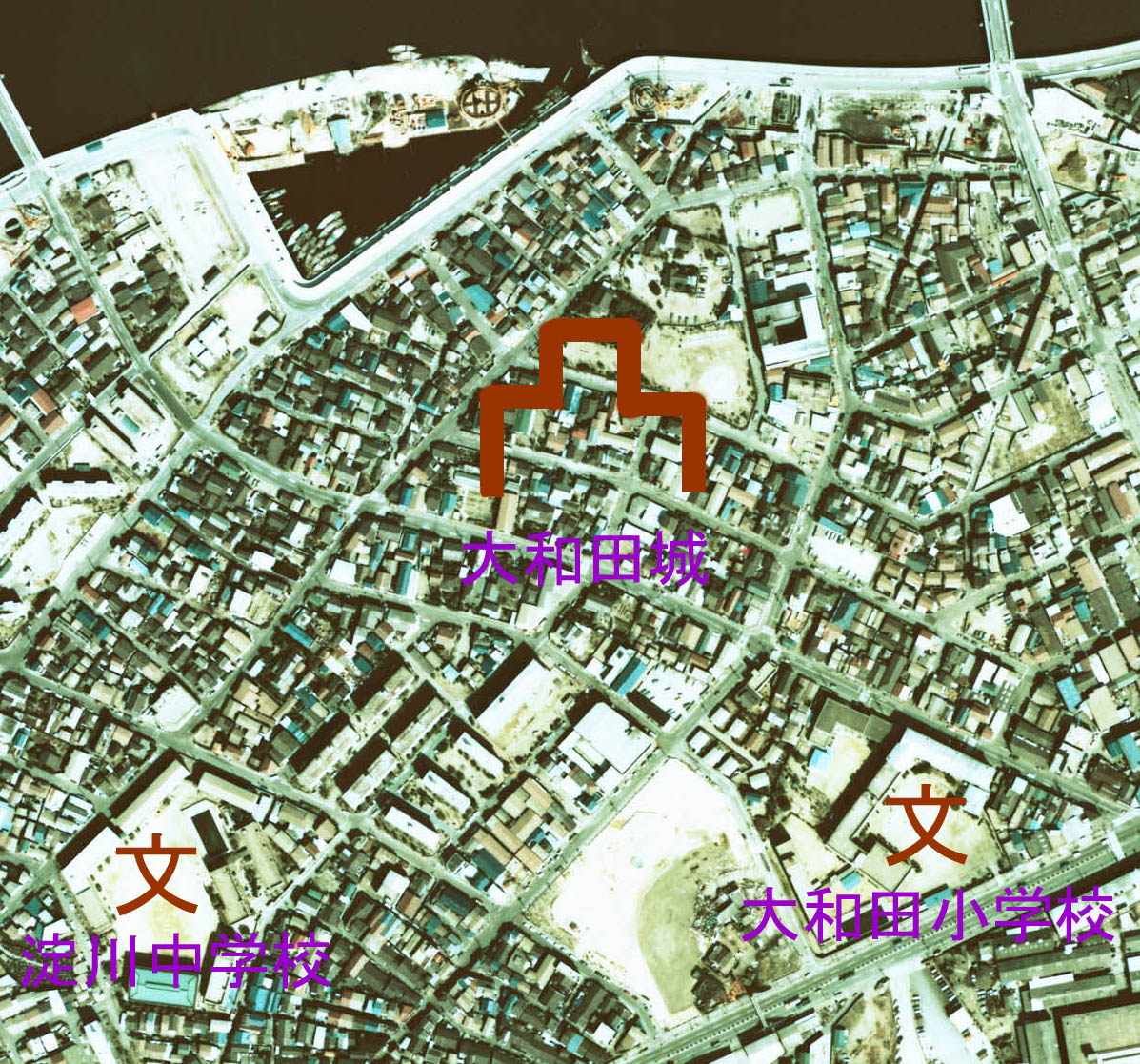
大和田城推定地/

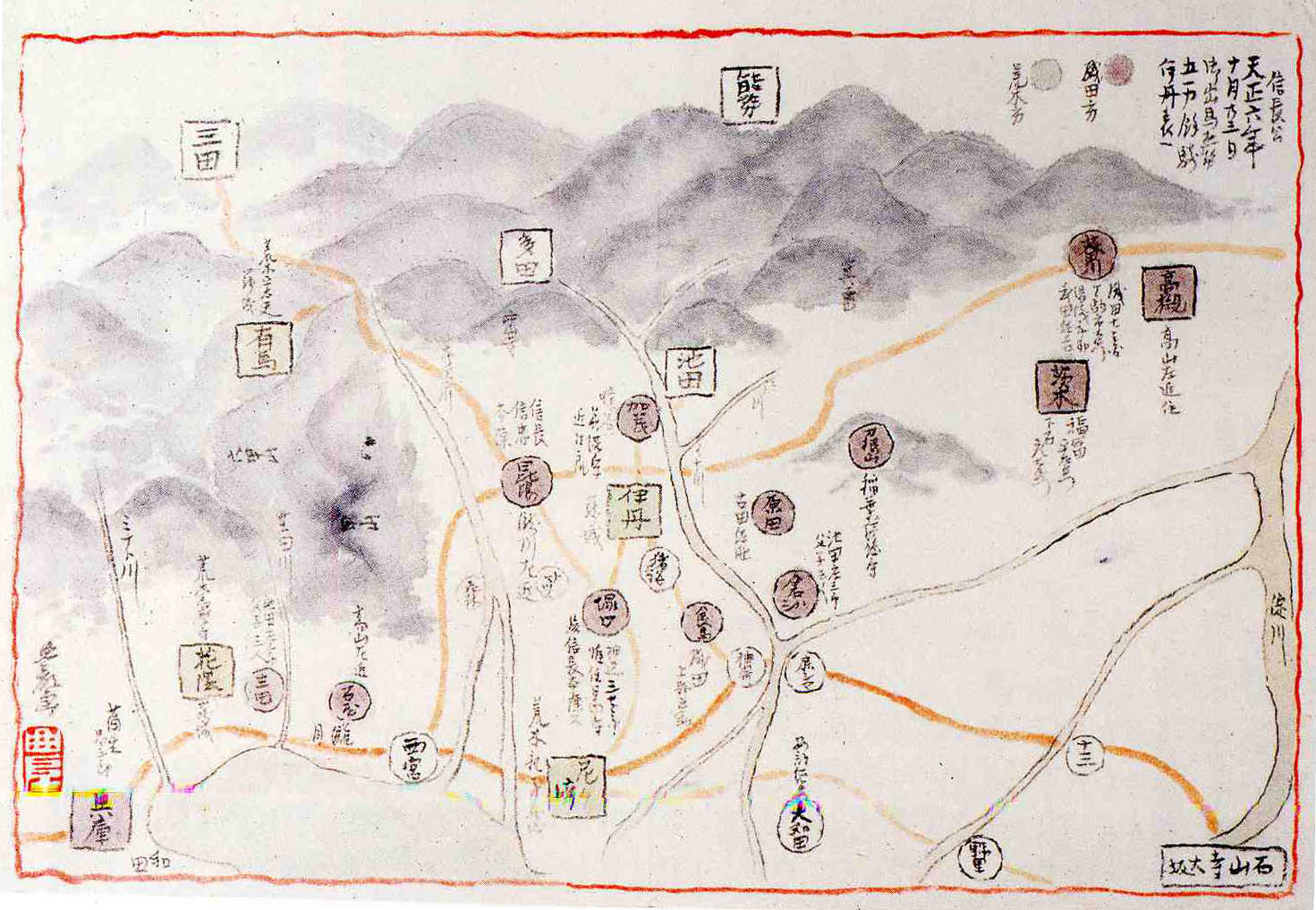
伊丹荒木軍記（下中に大和田の記載がある）／伊丹市立博物館蔵

大和田城の場所については、都市化が進んで遺構はなく、現在特定できていない。ただ、『西成郡史』によると大字で「垣内と呼ばれた地域であろう」と記載されている。大阪市の解説でも城跡は「城垣内（しろかいと）」と呼ばれた地とされ、現在の大和田5丁目の全域と一部4丁目を含む地域である。城垣内の北西地域には少し高い場所があり、移設前の石碑があった周辺では「城の町」と呼ばれており、この周辺が城の中心ではなかったかと考えられている。大和田の地は京都と西国を結ぶ交通上の要衝であり、石山本願寺軍や毛利水軍に備える軍事上の重要な箇所となっていた。
なお、大阪府の大阪府の行政地図情報システムによる埋蔵文化財包蔵地範囲の表示では、大和田5丁目の住吉神社と大和田北公園付近を「大和田城跡伝承地」として設定している。

## 城跡へのアクセス
- 電車でのアクセス 
  - 阪神なんば線出来島駅→大阪シティバス大和田五下車→徒歩約2分
- 車でのアクセス 
  - 阪神高速道路神戸線大和田出入口→大阪府道10号
    - 周辺に駐車場無し